# Biserica reformată din Baia Sprie
Biserica reformată este un monument istoric aflat pe teritoriul orașului Baia Sprie, județul Maramureș.

## Localitatea
Baia Sprie (în maghiară Felsőbánya, în trad. Baia de Sus, în germană Mittelstadt) este un oraș în județul Maramureș, Transilvania, România. Prima mențiune documentară este din 1329 în Corradus Judex Civitatum cu numele de Medio Monte.

## Biserica
Biserica reformată de astăzi este a treia biserică, în ordine cronologică, a comunității calvine din Baia Sprie. Prima a fost obținută în 1547 după ce s-a desființat parohia catolică, din cauza trecerii credincioșilor și a bisericii la religia reformată. În 1687 Curtea de la Viena a donat biserica iezuiților.
În anii 1700 a fost construită a doua biserică, în formă de cruce.
Pereții pe jumătate construiți ai actualei biserici au așteptat 40 de ani, până în 1888, când lucrările au fost reîncepute și terminate într-un an și jumătate. Orga a fost construită de Ország Sándor în 1898. În același an a fost construit și amvonul.
Casa parohială a bisericii reformate este monument istoric și datează din 1836.

## Vezi și
- Baia Sprie

## Imagini

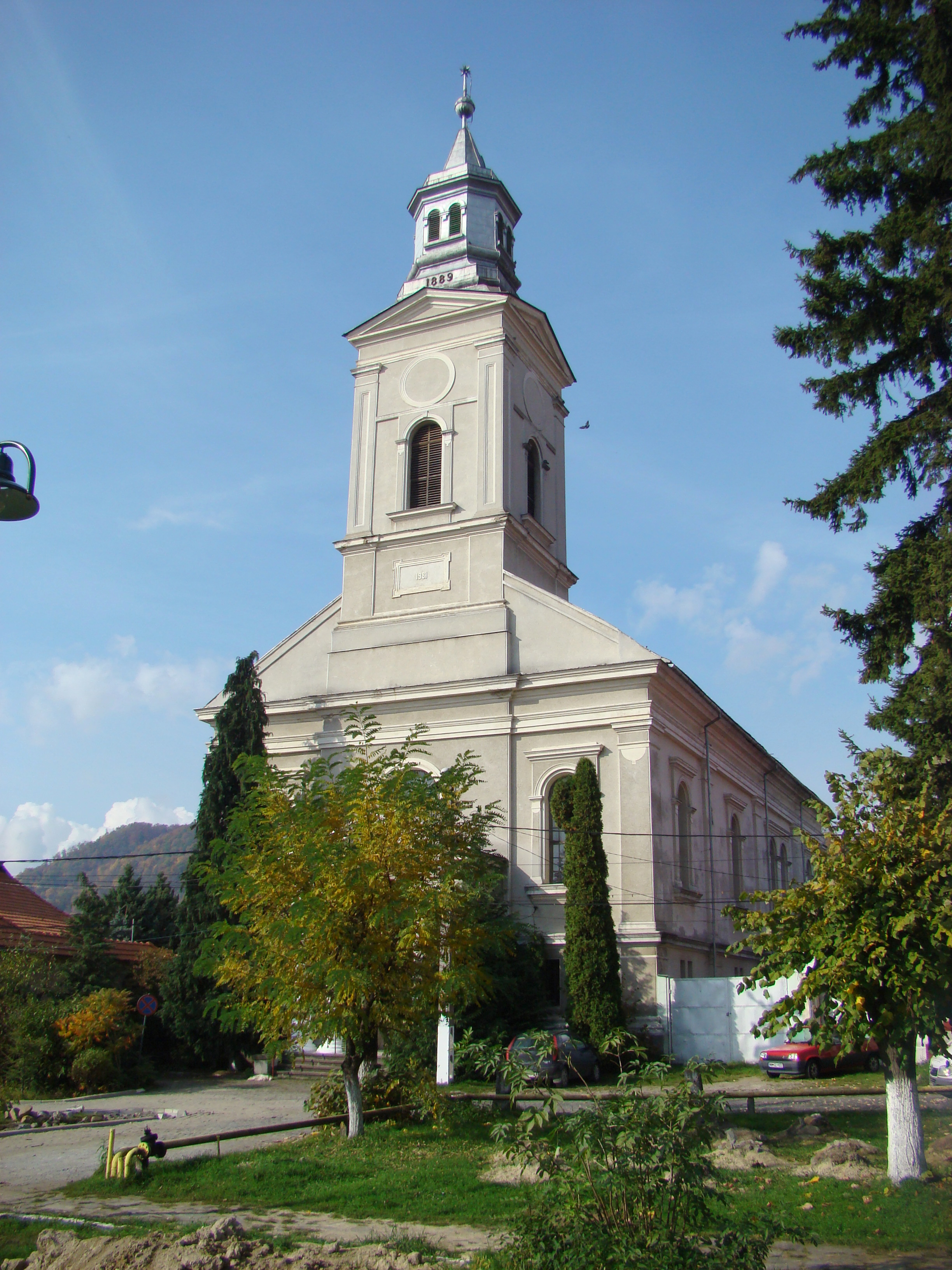
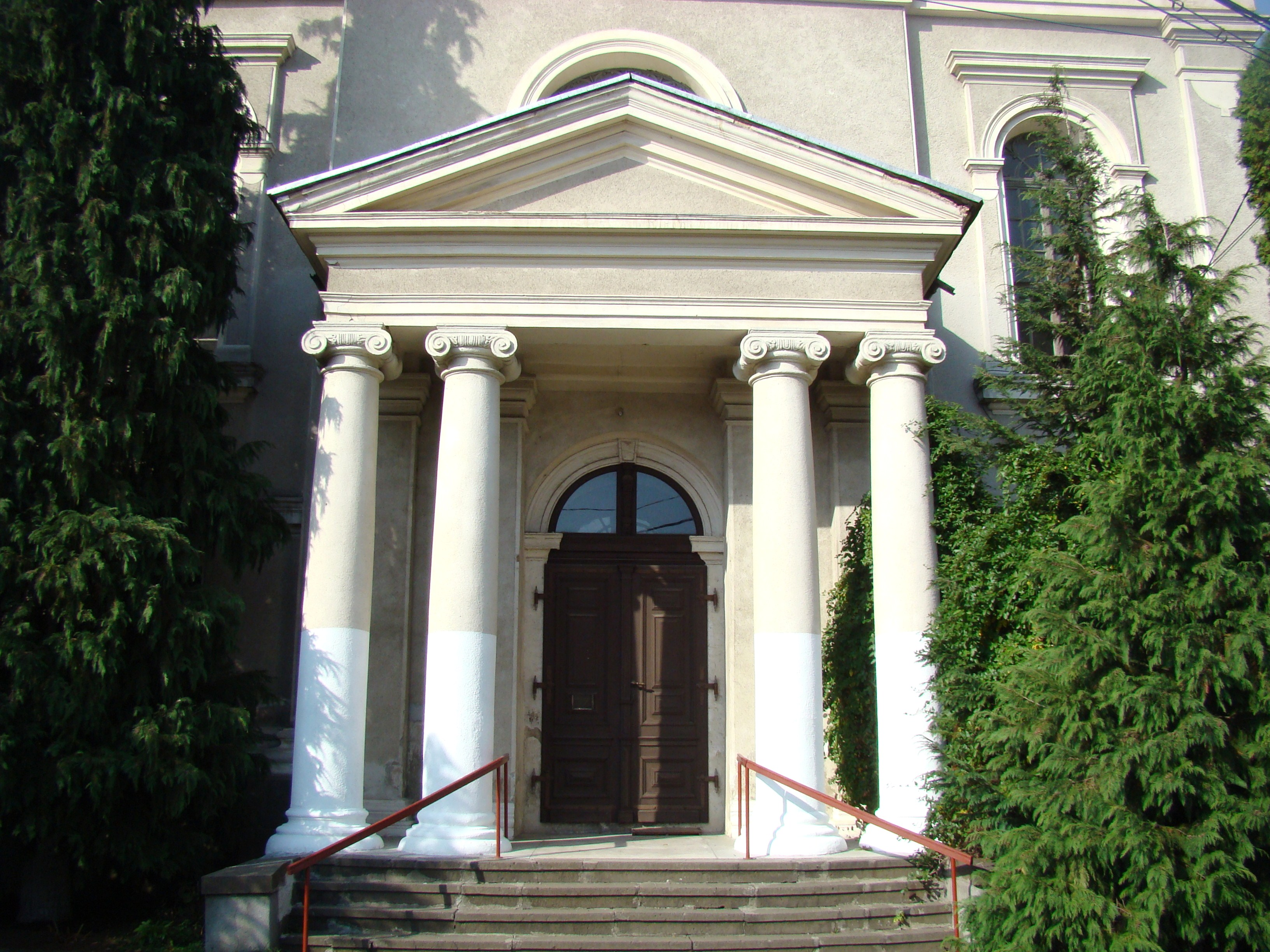
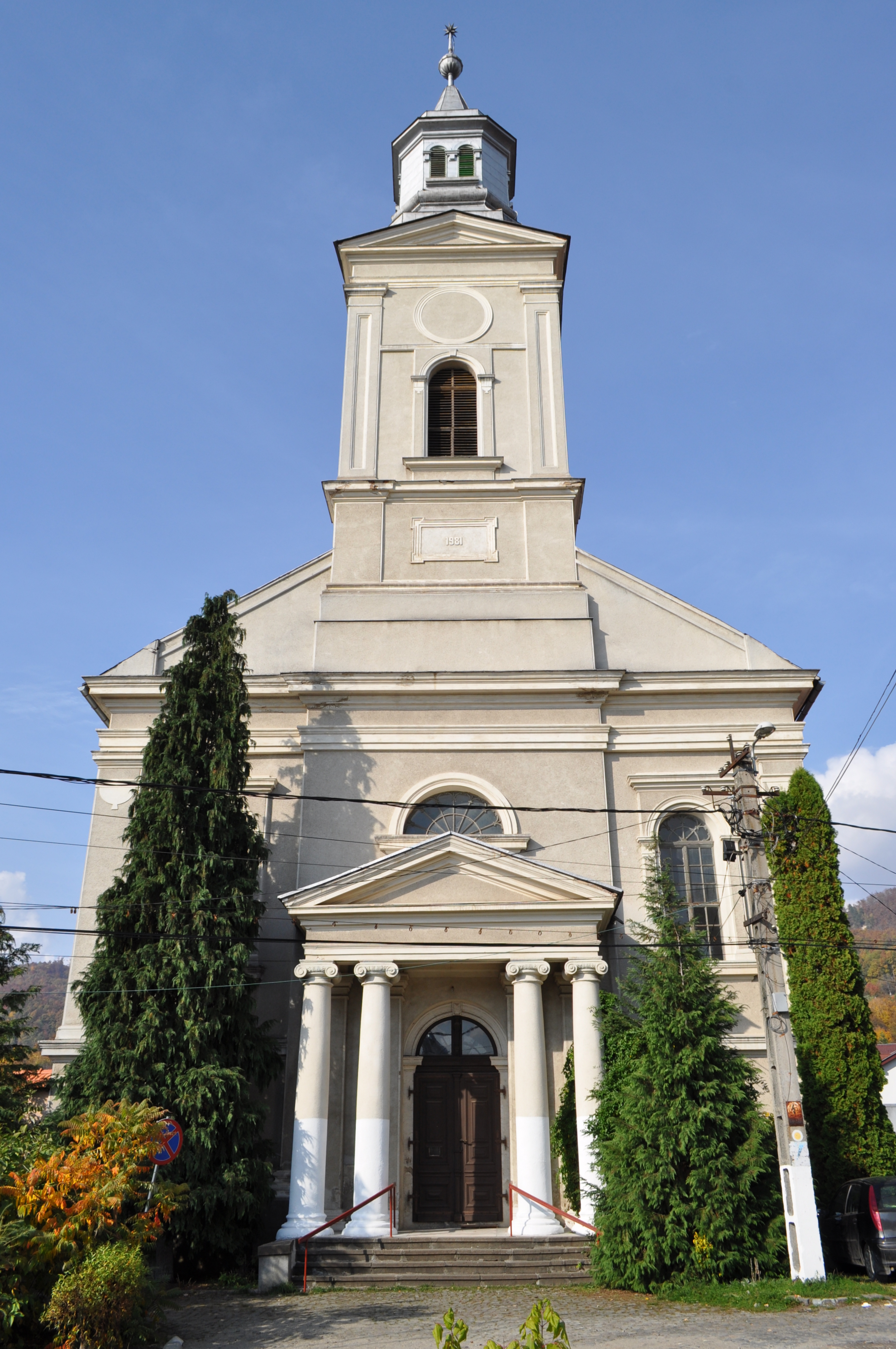
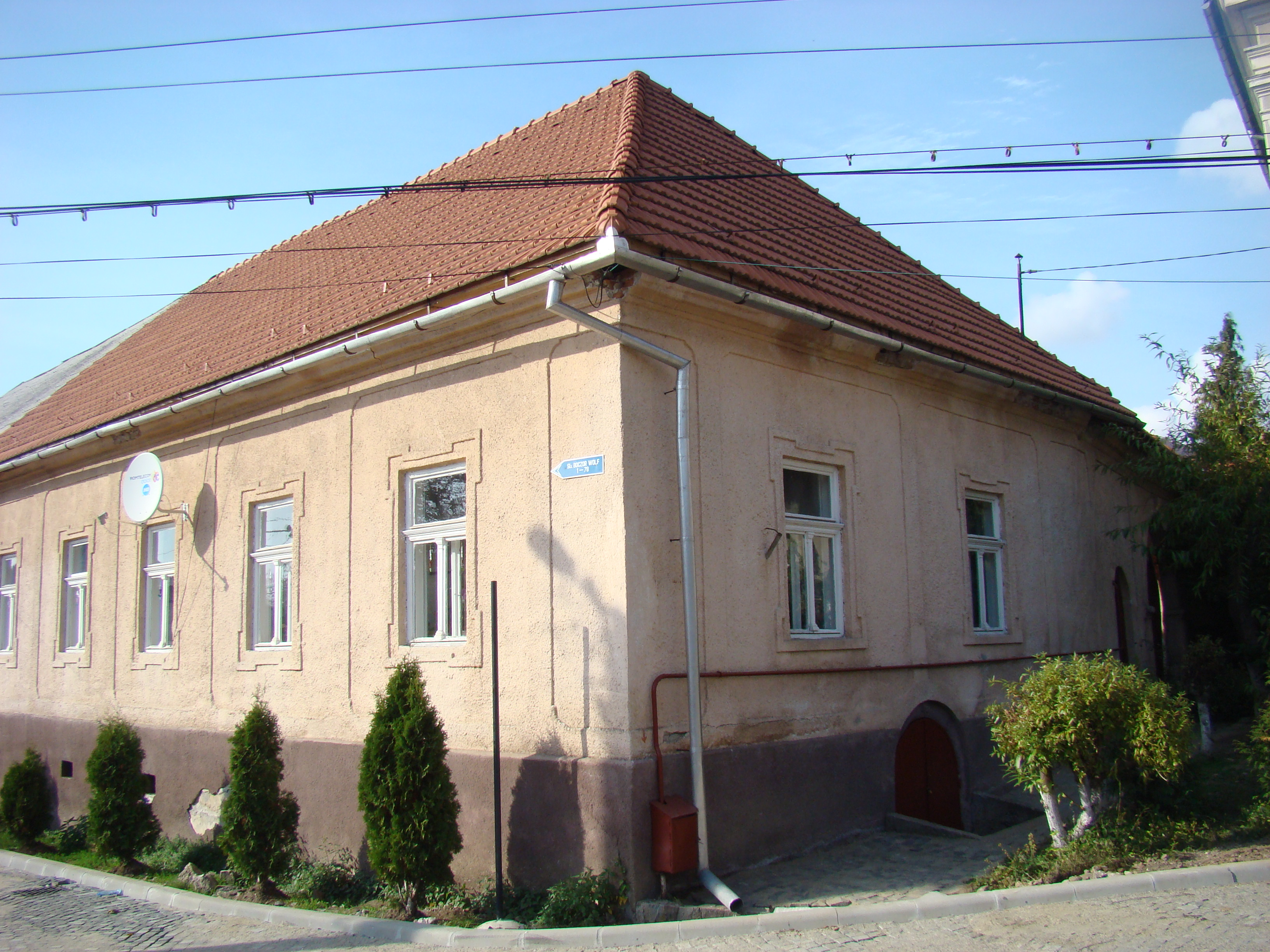
Casa parohială reformată
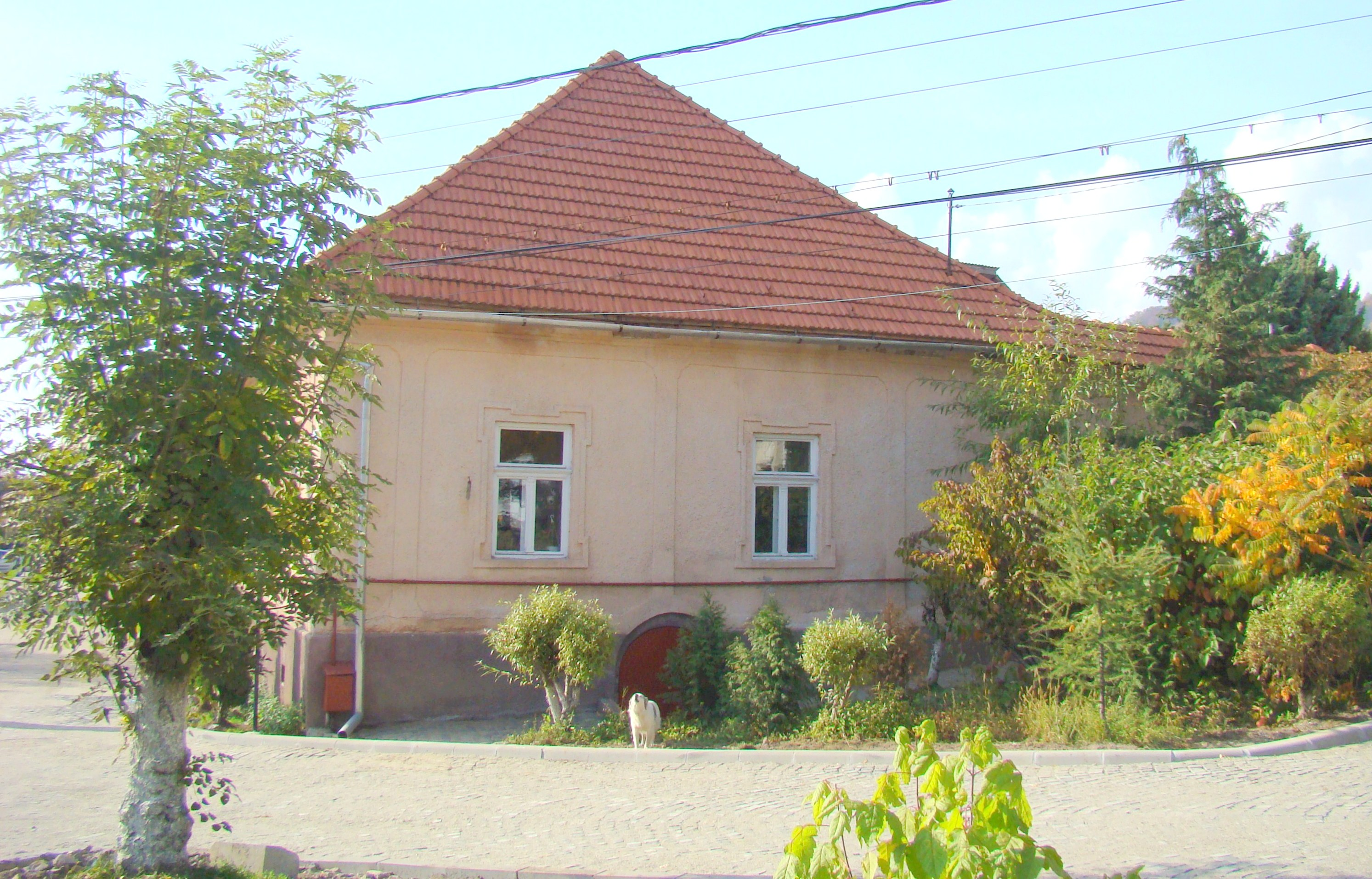
Casa parohială reformată